# ハイデルベルク - モースバッハ線
ハイデルベルク - モースバッハ線（ドイツ語: Bahnstrecke Heidelberg–Mosbach）はドイツ連邦共和国バーデン＝ヴュルテンベルク州ハイデルベルクとモースバッハのネッカーエルツ駅を結んだ、電化の鉄道路線である。この路線は、かつてバーデン大公国のハイデルベルクとバイエルン王国のヴュルツブルクを結んだバーデン・オーデンヴァルト線（ドイツ語: Badische Odenwaldbahn）の一部である。現在、アグラスターハウゼン - モースバッハ西駅区間が廃止されており、この路線はさまざまな路線名で構成されている。

## 沿線概況
列車がハイデルベルク中央駅を出発すると、ライン谷線がすぐに分岐する。列車は長さ2487 mのコェニヒシュトゥールトンネルを通過して、このトンネルには1955年以前に貨物列車のみが通行していた。この路線はハイデルベルク旧市街駅から小オーデンヴァルト（kleiner Odenwald）の山裾およびネッカー川と平行に続いて、ネッカーゲミュント駅に至る。
ネッカーゲミュント駅でネッカー谷線が分岐して、列車は南へ向かって小オーデンヴァルトを貫通する。この路線は国道45号およびエルゼンツ川と並行するが、列車はバメンタールでエルゼンツ川を二度渡る。メッケスハイム駅ではバート・フリードリヒスハル方面の線路が分岐する。
列車はメッケスハイム駅から小オーデンヴァルトとクライヒガウ丘陵の境界地帯の間で走行する。メッケスハイム - アグラスターハウゼン区間は、その区間の側に流れるシュヴァルツ小川の名前から、シュヴァルツバッハ谷線とも呼ばれる。列車がその区間で河川を沿って走行して、巨大な人工構造物は現れない。一方廃止区間であるアグラスターハウゼン - ネッカーエルツ区間の地形は明らかに険しいので、三つのトンネルが建設された。長さが20 m以上の鉄道橋は現在の運営区間で二つあって、エルゼンツ川鉄道橋と国道292号の上と交差する鉄道橋である。オブリヒハイムとネッカーエルツの区間にあったネッカー川鉄道橋は1945年に爆破され、長さは約310 mであった。

## 歴史

### バーデン国鉄時代

伝統的なバーデン・オーデンヴァルト鉄道の路線図

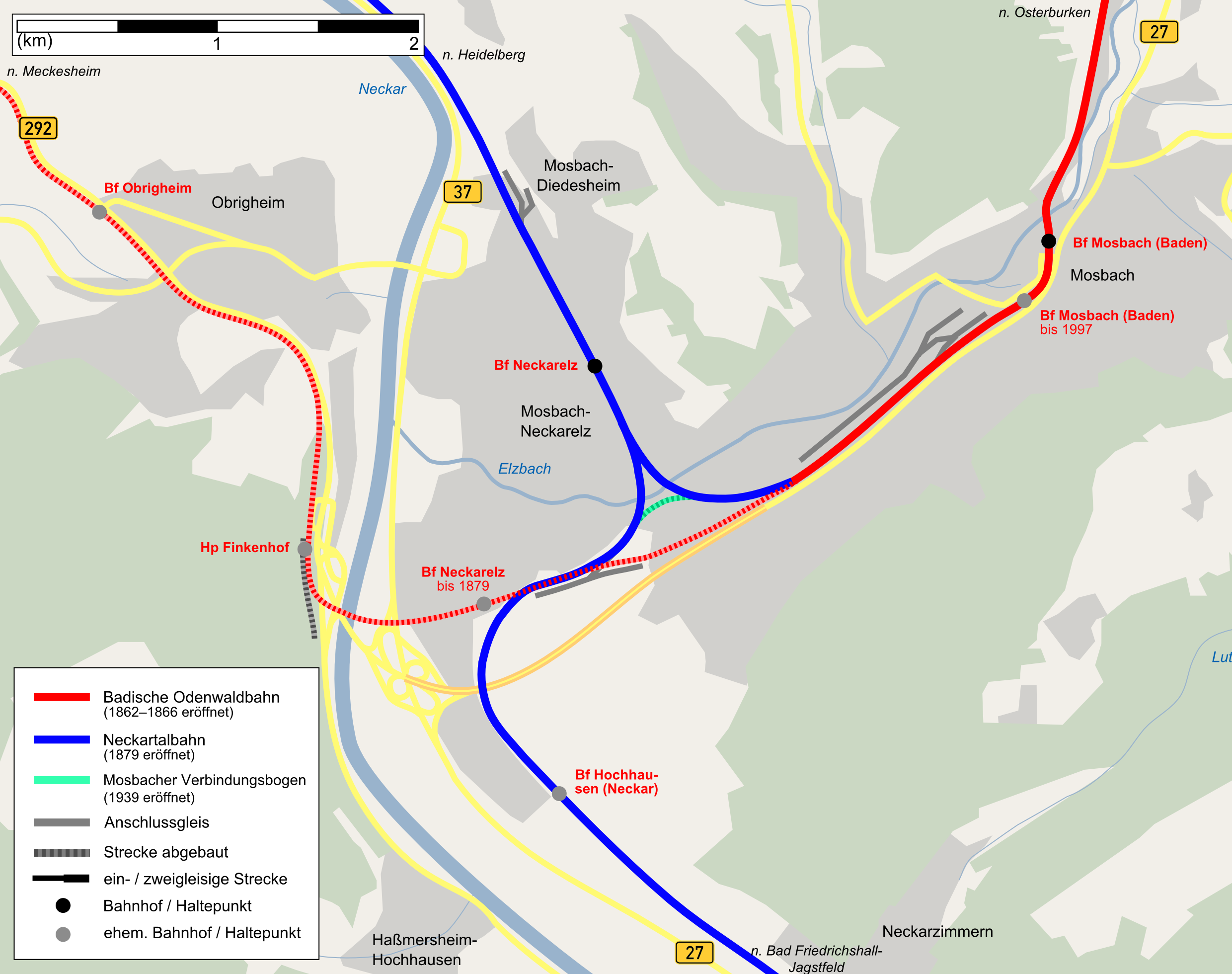
ネッカーエルツ周辺の鉄道網の変化と発展

バーデン国鉄はバーデン本線に集中して、公国の北東地方は考慮されていなかった。1846年5月バーデン議会はオーデンヴァルト鉄道の建設を請願した。1850年代には鉄道建設の要求の声は南部オーデンヴァルト地域、バウラント地域、タウバー川地域で高くなった。その地域には鉄道建設の収益が少ないと予想されたが、鉄道建設は交通施設を通じて構造的に弱い地域を支援するための投資という意味を持っていた。1856年11月にオーデンヴァルト鉄道は法的に決定され、1859年2月に路線経路が確定された。
バーデン大公国だけではなくバイエルン王国も、プファルツ選帝侯領とウンターフランケンを結ぶ鉄道に関心を持って、ヴュルテンベルク王国を通過しない経路を望んだ。バイエルンはエーバーバッハ、アーモルバッハ、ミルテンベルクを経由してマイン川を沿う経路を、一方バーデンはモースバッハを通過する経路を希望していた。両国は退屈な協商の末にモースバッハ経由案に合議した。 契約書にはマンハイムとプファルツを結ぶ鉄道橋の建設も含まれた。ネッカーゲミュント - モースバッハ区間はエーバーバッハ方面のヘッセン領を避けて、エルゼンツ川およびシュヴァルツ小川に平行な経路で選定された。その道は斜面の多い、運営の難しい道筋であったが、それでも外国を通過する経路はだれも望んでいなかった。ハイデルベルク - モースバッハ区間に関して、いくつかの経路はジンスハイム、モェンヒツェルおよびシュペヒバッハ、アグラスターハウゼンなどの経由地で顧慮された。その中で地勢の最も平坦な経路が選択され、その道筋はエルゼンツ川およびシュヴァルツ小川と並行しモスバッハでネッカー川と交差することとなった。
1858年5月にハイデルベルク - モースバッハ区間に関する建設法案が通過した。バーデン・オーデンヴァルト鉄道は、本来の計画によれば、複線で建設される予定であったが、実際には単線で建設された。モェルテシュタイントンネルとネッカー川鉄道橋の建設は特に念入りな作業であった。1859年4月から10月までハイデルベルク - ネッカーゲミュント区間の工事は、資金の不足およびイタリア独立戦争のため、一時的に中止された。1861年にはネッカー川の洪水のため、橋梁建設は遅延された。
1862年10月23日ハイデルベルク - モースバッハ区間は開通された。1869年オーデンヴァルト鉄道はメッケスハイム - ヤクストフェルト（現在バート・フリードリヒスハル）間の鉄道開通でヴュルテンベルク王国と連結されることとなった。ドイツ＝フランス戦争のとき、この路線には軍用列車が主に運行された。1868年9月から1869年4月までカール門 - メッケスハイム区間で複線の改修工事が行われた。オーデンヴァルト鉄道は開通した以後、交通および地域政治の発展は期待に至ることができなかった。しかしこの路線は周辺の路線と結合して、その発展はプファルツ地方とウンターフランケン地方の連結路線の重要性を高めることとなった。
1879年5月24日ネッカー谷線は開通されて、ハイデルベルク - ネッカーゲミュント区間は後でネッカー谷線に割当たられた。旅客列車と貨物列車はシュトゥットガルトまで連結運行されている。同時にネッカーエルツ駅はネッカー谷線上に移転され、バーデン・オーデンヴァルト線は二つの路線に分離された。一方メッケスハイム - ネッカーエルツ区間は少ない需要のため、その重要性を失って、事実上地方鉄道の地位に格下げられた。この区間は他の区間と違って、複線で改修されなかった。1887年ネッカービショフスハイムで駅舎が建てられ、1902年10月クレプスバッハ谷線との接続駅となった。その路線は石灰岩断口の容易い輸送のために私設鉄道として開通された。1914年3月2日にハイデルベルク・カール門 - ハイデルベルク操車場区間がコェニヒシュテゥールトンネルの完工で開業された。

### ドイツ国営鉄道時代
1920年バーデン国鉄がドイツ国営鉄道に統合され、バーデン・オーデンヴァルト鉄道の運営権も国営鉄道に引き受けられた。1920年代にこの路線はネッカー谷線とともにより重いレールの地区荷重向けに改修された。エルゼンツ川の鉄道橋は1925年鋼材料で改築された。
1944年から1945年までナッツヴァイラー収容所に付属されたネッカーエルツ収容所では収監者たちは、暗号名「黄金魚」で計画軍需工場用に建設された、石膏と生産施設の地下通路で、強制的に働かねばならなかった。フィンケルホーフ駅がオブリヒハイム駅とネッカーエルツ駅の間に新設されて、収容所と直接に連結されていた。1945年3月30日南東側へ過ぎ去っていたドイツ軍は、連合軍の渡河を難しくするために、ネッカー川の鉄道橋を爆破した。鉄道橋は交通需要の不足で終戦後にも復旧できなかった。

### ドイツ連邦鉄道時代
ドイツ連邦鉄道がハイデルベルク - オブリヒハイム区間を引き受けた以後、1949年9月にオブリヒハイム - ネッカーエルツ区間は公式的に廃止された。
1955年ハイデルベルク中央駅の移転でハイデルベルク - カール門（旧市街）区間の経路もハイデルベルク操車場の貨物線に通じる接続で変更された。この路線はその以後に新設中央駅、コェニヒシュトゥールトンネル、カール門駅の連結に変更されている。既存のトンネルは自動車用トンネルとなった。1955年5月22日架空電車線がハイデルベルク - カール門区間で備えられた。1972年10月1日から電気車両がハイデルベルク - ネッカーゲミュント区間で正常的に運行されている。一方ネッカーゲミュント - メッケスハイム区間ではいくつの踏み切りが立体交差に置き換えられて、一部のものでは点滅信号機が設置された。
アグラスターハウゼン - オブリヒハイム区間の維持費用が高かったので、1971年5月連邦交通省はその区間の廃止を承認して、同年9月運行静止が実行された。連邦鉄道はその頃メッケスハイム - アグラスターハウゼン区間の廃止にも尽力した。
1980年頃ドイツ連邦鉄道はメッケスハイム - アグラスターハウゼン区間の廃止を通報した。それはネッカービショフスハイム北駅で分岐する、西南ドイツ交通所属のクレブスバッハ谷線は他の路線と接続されないことを意味した。それで南西ドイツ交通（Südwestdeutsche Verkehrs-Aktiengeselschaft、SWEG）は1982年1月1日にその区間の運営権を引き受けた。SWEGの運営合理化で時刻表システムが改善され、乗客数も増加した。
1990年代の半ばまでD列車、インターレギオ列車など長距離列車がハイデルベルク - ネッカーゲミュント区間で運行されていた。

### ドイツ鉄道
1997年11月30日ハイデルベルク操車場 - コェニヒシュトゥールトンネル間の連結線は使用停止された。Sバーンの運行を用意するために、ハイデルベルク市内では西南市街駅と大学付属整形外科病院駅が新設され、ネッカーゲミュントまでの乗降場は高さ76 cm、長さ140 mで整えられた。2003年ハイデルベルク - ネッカーゲミュント区間にS1およびS2系統が導入された。
2008年3月からネッカーゲミュント - アグラスターハウゼン区間の改修と現代化のプロジェクトがいこなわれた。内容はラインネッカーSバーン用途に、電気エネルギーを電車に供給するだけではなく、全ての乗降場を高さ76 cmで整えることであった。改修の範囲はメッケスハイム - シュタインフルト - エピンゲン区間にも至った。エルゼンツタール運転指令所が2008年11月1日に設置され、ネッカーゲミュント - アグラスターハウゼン区間の信号装置を統制することとなった。2009年秋に電化工事が始まって、同年11月6日に電気運転がネッカーゲミュント - メッケスハイム区間で実現された。2009年12月にS5系統がハイデルベルク - メッケスハイム - エピンゲン区間に導入された。
メッケスハイム - アグラスターハウゼン区間に関して、2002年満了予定のドイツ鉄道とSWEGの賃貸契約は1年ずつ延長された。2007年8月から列車運行が職員数不足の原因でこの区間で中止されて、バス運行に置き換えられた。2009年7月31日賃貸契約は終了した。2009年8月からメッケスハイム - アグラスターハウゼン区間で電気設備が設置され、電気設備を設置しSバーン用途に改修された。DBレギオは同年12月旅客列車路線を引き受けた。2009年12月にS51系統が導入される予定であったが、運行開始は遅い改修工事の開始と酷寒のため二度延期され、2010年6月に実現された。

## 運行形態

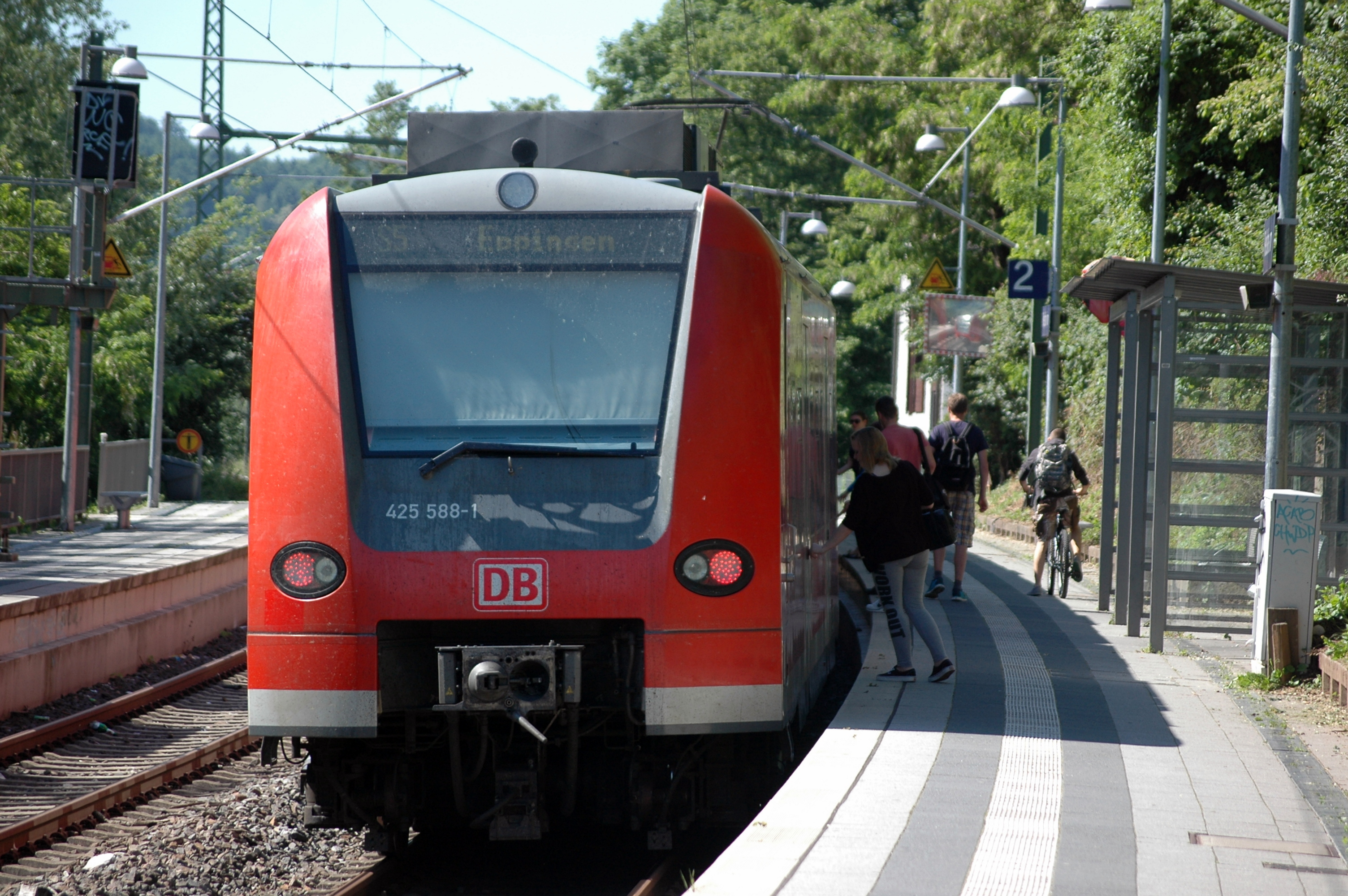
ライルスハイム駅で停車するエッピンゲン行きのS5電車

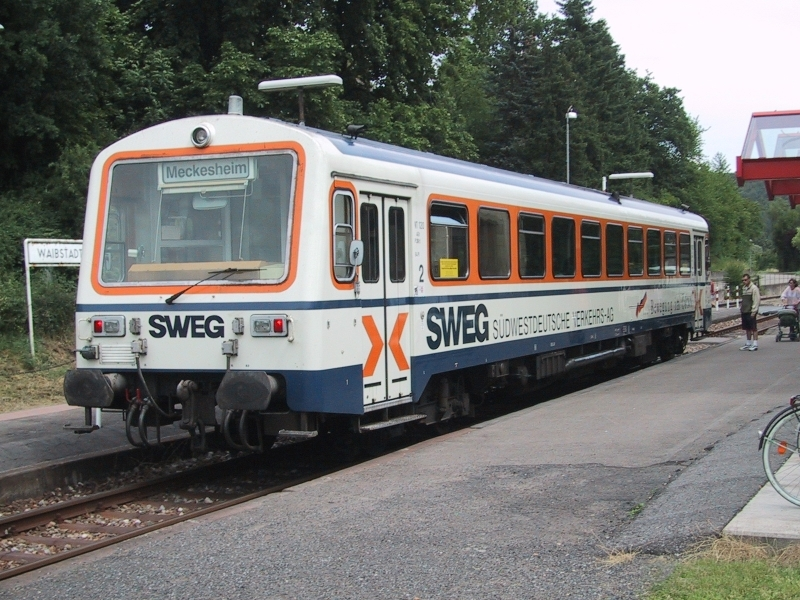
ヴァイプシュタット駅で停車する南西ドイツ交通所属のNE81気動車（2001年7月）

ハイデルベルク - アグラスターハウゼン区間はライン＝ネッカー運輸連合 (Verkehrsverbund Rhein-Neckar、VRN) の運賃システムにより管理されている。
- 快速列車（RE 10a）: マンハイム - ハイデルベルク - ネッカーゲミュント - エーバーバッハ - バート・フリードルヒスハル - ハイルブロン。120分間隔。SWEG運用。使用車両はタレント2。
- 快速列車（RE 10b）: マンハイム - ハイデルベルク - ネッカーゲミュント - メッケスハイム - ジンスハイム - バート・フリードルヒスハル - ハイルブロン。120分間隔。SWEG運用。使用車両はRE10aと同じ。
- Sバーン（S 1）：ホンブルク - カイザースラウテルン - ノイシュタット - シファーシュタット - ルートヴィヒスハーフェン - マンハイム - ハイデルベルク - ハイデルベルク旧市街 - シュリアーバッハ / ツィーゲルハウゼン - ネッカーゲミュント - エーバーバッハ - モースバッハ - ゼクアッハ - オスターブルケン。60分間隔。使用車両は425形電車。
- Sバーン（S 2）：カイザースラウテルン - ノイシュタット - シファーシュタット - ルートヴィヒスハーフェン - マンハイム - ハイデルベルク - ハイデルベルク旧市街 - シュリアーバッハ / ツィーゲルハウゼン - ネッカーゲミュント - エーバーバッハ - モースバッハ。60分間隔。使用車両は425形電車。
- Sバーン（S 5）：ハイデルベルク - ハイデルベルク旧市街 - ネッカーゲミュント - バメンタール - マウアー - メッケスハイム - ジンスハイム - エッピンゲン。60分間隔。使用車両は463形電車。
- Sバーン（S 51）：ハイデルベルク - ハイデルベルク旧市街 - ネッカーゲミュント - バメンタール - マウアー - メッケスハイム - エシェルブロン ヴァイプシュタット - ネッカービショフスハイム北駅 - アグラスターハウゼン。60分間隔。使用車両はS5と同じ。